# 리환
리환(李煥, 1917년 2월 8일 ~ 2010년 12월 2일)은 중화민국 타이완의 정치인 겸 외교관이자 대학 교수이다. 자(字)는 시쥔(錫俊)이다. 미국 유학과 대한민국 유학을 하기도 한 그는 생전 중화민국 타이완 국민당 내에서도 미국 및 대한민국 분야 국제외교통으로 이름이 높았었던 인물이었다.

## 생애
그는 후베이성(湖北省) 한커우(漢口)에서 출생하였고 지난날 한때 징먼에서 잠시 유아기를 보낸 적이 있는 그는 우한(武漢)에서 성장하였다. 타이완에 있는 푸단(復旦)대학을 나온 후 국립 정즈대학(政治大學)의 전신인 중화민국 베이징 중앙행정학교를 거쳐 미국 컬럼비아 대학교와 대한민국의 동국대학교, 단국대학교에서 유학하였다.
1946년에서 1948년까지 심양일보(瀋陽日報) 사장을 거쳐 중국 국민당에 입당하였다. 1948년 국민당 청년부부처장(青年部副處長), 구국단(救國團) 비서관, 부주임간사장, 주임간사장, 청보회위원(青輔會委員)을 지냈다. 1970년대 국민당 조직과 고위간부 양성에 핵심적 역할을 맡아, 총통 장징궈(蔣經國)의 타이완화정책(臺灣化政策)을 추진하였다. 1977년 당내 보수파의 배척을 받아 중앙정계에서 밀려났다. 1979년에는 타이완에 국립 중산대학(中山大學)을 복교시켜 학장이 되었고 1984년 제15대 교육부 부장(장관)으로 정계에 복귀하였다. 1986년 국민당 중앙상무위원회 위원을 거쳐 1987년 국민당 사무총장이 되었다. 1989년 6월 1일 위궈화(兪國華)의 뒤를 이어 제12대 행정원장(국무총리급)에 취임하였다.

## 학력
- 1940년 중화민국 장쑤 성 상하이 푸단 대학교 법률학과 학사
- 1944년 중화민국 허베이 성 베이징 중앙행정학교 중앙정치간부행정학과 학사
- 1946년 미국 뉴욕주 뉴욕 컬럼비아 대학교 대학원 교육학과 교육학 석사
- 1956년 대한민국 서울 단국대학교 대학원 법정학과 사회과학 석사
- 1958년 대한민국 서울 동국대학교 대학원 법학과 법학석사
- 1960년 대한민국 서울 단국대학교 대학원 행정학과 행정학 석사

### 명예 박사 학위
- 1970년 대한민국 서울 단국대학교 명예 철학박사

## 경력
- 1948년 국민당 청년부부처장(青年部副處長}, 청보회위원(青輔會委員)
- 1979년 타이완 국립 중산 대학(中山大學) 학장
- 1987년 국민당 사무총장
- 1989년 제12대 행정원장(국무총리급)